# Ботаничка башта у Крајови
44° 19′ 28″ С; 23° 47′ 10″ И / 44.3244433° С; 23.7861737° И
Ботаничка башта Александру Буја (рум. Grădina Botanică „Alexandru Buia”) је ботаничка башта Универзитета у Крајови која се налази у Крајови. Једна је од четири универзитетских ботаничких башта у Румунији.
Башта се налази на површини од 12,8 хектара, ограничена улицама Константина Леке, Оскара Обедеануа, Народном улицом, Улицом ренесансе, Булеваром Николаја Титулескуа и улицом Јанкуа Жијануа.
Ботаничка башта је од 1974. године укључена у Међународно удружење ботаничких башта (IABG), а од 2001. године у Удружење ботаничких башта у Румунији (AGBR).
Ботаничка башта сарађује са разним образовним установама, годишње објављује каталог семена Index Seminum, учествује на изложби 1. јуна и организује разне догађаје на тему екологије и заштите животне средине.

## Историјат
Ботаничка башта је основана 1952. године на иницијативу и под руководством универзитетског професора др Александруа Бује као научна, дидактичка и образовна институција. Професор Буја је био декан Аргономског факултета у Клужу, а у Крајову је дошао 1948. године у циљу организовања и унапређења универзитетског агрономског образовања у Олтенији. С обзиром на то да је дошао из Клуж-Напоке где се налази значајна ботаничка башта, Буја је желео да оснује једну у Крајови по узору на ону из Клуж-Напоке. Башту је пројектовао француски пејзажни архитекта Едуар Редон још почетком 20. века.
Простор за ботаничку башту од скоро 13 хектара је уступио град Крајова који је претходно био парк 7. новембар — Чесма Жијану. Пошто је земљиште било равно, вештачки су формирани рељефни облици висине до 30 метара. Од старог парка сачувана су два вековна дрвета, храст у Сектору Украсне биљке и платан у Сектору Систематика биљака.
Код главног улаза, из улице Јанку Жијану, налази се чесма Жијану која је заштићена као историјски споменик. Изградио ју је око 1800. године бојар Хађи Стан Жијану. Од чесме почиње поток који пресеца башту од истока ка западу, а дуж потока формирана су три мала језера.
Управу баште је преузео град од универзитета ради њене рехабилитације, а отворена је септембра 2016. године. Башта је претрпела бројне измене, од алеја, мобилијара, до зелених површине.

## Организација
Ботаничка башта је организована у следеће секторе:
1. Сектор Украсних биљака је равни део баште који почиње од улаза из улице Јанкуа Жијануа. Обухвата 145 таксона, а поред богате и разноврсне колекције биљака, представља декоративни део на улазу у башту.
2. Сектор Флористичке провинције Румуније има 120 таксона и налази се на северу, североистоку и истоку ботаничке баште. Да би се створили услови што ближи еколошким захтевима врста из различитих фитогеографских провинција Румуније, сектор садржи рељефне облике висине од 1,5 до 30 метара у односу на површину воде језера.
3. Сектор Систематика биљака се налази у централном делу баште у ком се налази и језеро које је станиште водених биљака, а угошћује и разне врсте птица. Организован је према теоријском систему класификације царства биљака који је развио Александру Борза, а биљке су груписане према научним критеријумима, на основу еволуције и филогеније. Сектор обухвата 1000 таксона из гране копнених биљака (птеридофите, скривеносеменице и голосеменице).
4. Сектор Флористичке провинције света налази се у југозападном делу баште и садржи 1200 таксона. Ради са следећим провинцијама: медитеранској, кавкаској, централноазијској, југоисточноазијској и северноамеричкој провинцији.
5. Сектор Гајене биљке налази се на северозападу ботаничке баште и садржи 225 таксона. Подељен је у шест одељака: агрофитотехника, повртарство, дрвеће, жбуње и лековито биље, виногради и воћњаци.
6. Сектор Стакленици налази се у близини административне зграде и садржи 630 таксона. Организован је у 4 одељка: стакленик са ходником, са сукулентним биљкама, са тропским и суптропским биљкама и стакленик за размножавање.
7. Сектор Расадник – розаријум се налази на западу и југозападу баште. Расадник се користи за размножавање биолошког садног материјала који користе баштенски сектори за замену оштећених узорака.

Музеј се налази у холу административне зграде и садржи узорке семена, плодова, цртеже, графике, дипломе и збирке каталога које је ботаничка башта уређивала од свог оснивања до данас.
Хербаријум Ботаничке баште почео је са 10 хиљада узорака који је Универзитет у Крајови откупио од породице Борза. Уз то је додат и хербаријум професора Александруа Бује са 20 хиљада узорака биљака сакупљеним из свих покрајина Румуније. Хербаријуми Борзе и Бује су допуњени бројним узорцима биљака, а колекција се непрекидно обогаћује.

## Галерија
- Башта
- Језеро
- Башта
- Поток
- Скулптуре
- Стаза
- Башта
- Чесма Жијану
- Мало језеро
- Стаза